# Pietro Clerico
Pietro Clerico, conosciuto anche come Petrocello (Salerno, prima del 1035 – Salerno, dopo il 1050), è stato un medico italiano che, nell'XI secolo, operò nell'ambito della Scuola Medica Salernitana.
Può essere considerato, insieme a Trotula de Ruggiero, come uno dei principali esponenti della fioritura della scuola salernitana. Probabilmente fu discepolo di Garioponto, in quanto è possibile trovare numerose analogie tra le loro dottrine in ambito medico.

## Biografia
Non vi sono molte notizie sulla vita di Pietro Clerico. Una serie di documenti lo identificano come il padre di una donna di nome Gemma, futura moglie di Urso Marcesano, e di un uomo di nome Romualdo, che aveva avuto in dono dal padre una porzione di una chiesa successivamente donata ad un monastero della città.
Le prime notizie sul medico salernitano risalgono al 1035 e sono sempre associate alla figura di Garioponto. Tuttavia, non è ben chiaro quale fosse il rapporto tra Garioponto e Petrocello: probabilmente Garioponto funse da maestro mentre Pietro Clerico lo affiancò negli ultimi anni della sua carriera, per poi tramandarne la dottrina.
È stato invece accertato il ruolo che Pietro Clerico ebbe nella fase di fioritura della scuola e di definizione del suo metodo formativo, che era basato su un corso di 9 anni suddivisi in 3 anni di logica, 5 di studi medici e 1 di pratica con un medico anziano.
Come tramandano le notizie presenti all'interno dei Diplomi dell'Archivio Cavense, con la sua attività si procurò una notevole fortuna, che fu poi donata in gran parte alla chiesa salernitana. Mancano notizie certe sulla sua morte, che va però collocata tra la fine dell'XI secolo e nei primi anni del XII secolo.

## Opere
Alla figura di "Petrocello" viene attribuita la stesura del testo Practica Petrocelli Salernitani, conservato presso la Biblioteca nazionale di Francia di Parigi scritto su pergamena in forma irregolare tipica del XI-XII secolo. In quest'opera è possibile individuare i cardini della medicina della scuola salernitana, in quanto vi sono enunciati i principi della teoria umorale ippocratica e delle conoscenze anatomiche del mondo classico. È possibile notare che nei primi anni della sua storia, la scuola salernitana non aveva cognizione dei progressi del mondo arabo in ambito medico. Come nel resto d'Europa, la medicina medievale era ancora saldamente legata alle conoscenze del mondo greco-romano e la stessa scuola medica salernitana, fino alla seconda metà dell'XI secolo, sarà strettamente legata a tale tradizione. L'opera di Petrocello si fonda sulle conoscenze di Garioponto (molte parti del opera sono addirittura trascrizioni delle opere del maestro). Inoltre, anche dal punto di vista linguistico, all'interno delle opere di Pietro Clerico, la maggior parte delle speculazioni di carattere medico presentano una traduzione latina delle terminologie greche utilizzate in epoca ippocratica o una trascrizione della parola greca per indicare una patologia. Fra le figure classiche, è possibile individuare una predilezione per Teodoro Prisciano: 
| Cap.I Petrocello                                                                | Libro II Teodoro Prisciano                                      |
| ------------------------------------------------------------------------------- | --------------------------------------------------------------- |
| «“Sandaraca cum aceto cocta vel trita fluentes capillos firmissime consolidat"» | «“Sandaraca cum aceto contrita capillos affluere non patitur."» |

Per quanto concerne la trattazione medica, Pietro Clerico espone una serie di trattamenti associabili alle terapie ellenistiche o del maestro Garioponto. Anche dal punto farmacologico i rimedi utilizzati evidenziano una sorta di culto nei confronti della medicina classica:egli limita la terapia a metodologie di epoca ippocratica e galenica, mostrando perfettamente la propensione europea a non modificare le teorie classiche, considerate come il livello massimo a cui la medicina scientifica potesse giungere. Tuttavia, l'opera presenta accurate descrizioni di patologie e di tecniche mediche, quali l'arteriotomia e altre applicazioni terapeutiche cutanee. 
| Capitolo 35                                                                                                  |
| --- |
| «“si nimius sanguis effusus fuerit et videris hominem lassare,VENAM IPSAM LIGABIS,cum vino et aqua lavabis"» |

Dal punto di vista terapeutico,è presente un'esplicita inclinazione verso l'idroterapia:
Infine, all'interno del Collegio di San Giovanni a Cambridge, è stato esaminato un manoscritto in lingua francese nelle quali sono trascritte alcune ricette mediche. Di queste, gran parte collimano con le ricette per le malattie presenti all'interno del "Practica Petrocelli Salernitani".Di conseguenza, l'elaborazione di queste ricette sembra doversi attribuire a Pietro Clerico, mentre la traduzione in un francese antico può esser opera o del "Petrocello" stesso o di qualche discepolo conoscitore della lingua francese.